# Nippon Steel Sakai Blazers
I Nippon Steel Sakai Blazers (日本製鉄堺ブレイザーズ?) sono una società pallavolistica maschile giapponese, con sede a Sakai: militano nel campionato del giapponese di SV.League; il club appartiene all'azienda Nippon Steel.

## Storia
I Sakai Blazers nascono nel 1939 a Yahata col nome di Yahata Steel.
Dopo aver preso parte a competizioni minori e amatoriali, dopo la nascita del campionato giapponese è una delle prime squadre a prendervi parte, vince la prima edizione nella stagione 1967-69.
Nel 1970 si trasferisce a Sakai e l'anno successivo retrocede in Business League e prende il nome di Nippon Steel.
Dopo due anni in serie cadetta, nel 1973 è nuovamente promosso in League e vince quattro titoli consecutivi, interrotti da un secondo posto nella stagione 1977-78, e poi seguiti da altri tre titoli consecutivi, più uno nel 1982-83.
Tra il finire degli anni ottanta e l'inizio dei novanta vince altri tre campionati a seguire.
Dopo ulteriori due titoli nazionali consecutivi nelle stagioni 1996-97 e 1997-98, il club cambia nome in quello attuale di Sakai Blazers e si aggiudica i titoli del 2006 e del 2011. Nella stagione 2012-13 arriva la conquista del diciassettesimo scudetto e del primo V.League Top Match.
Nel 2023 il club cambia ancora una volta denominazione in Nippon Steel Sakai Blazers.

## Rosa 2024-2025
| N° | Nome                 | Ruolo | Data di nascita   | Nazionalità sportiva |
| -- | -------------------- | ----- | ----------------- | -------------------- |
| 1  | Yoshihiko Matsumoto  | C     | 7 gennaio 1981    | Giappone             |
| 3  | Kosuke Yasui         | S     | 8 dicembre 2000   | Giappone             |
| 4  | Naoya Takano         | S     | 3 aprile 1993     | Giappone             |
| 5  | Tomohiro Horie       | L     | 23 giugno 1997    | Giappone             |
| 6  | Aiki Mori            | L     | 19 aprile 1998    | Giappone             |
| 7  | Luciano Palonsky     | S     | 8 luglio 1999     | Argentina            |
| 8  | Naoto Akima          | C     | 19 settembre 2000 | Giappone             |
| 9  | Tsai Pei-chang       | C     | 2 gennaio 2001    | Taipei cinese        |
| 10 | Cole Hogland         | C     | 6 aprile 2000     | Giappone             |
| 11 | Hyuga Shigetome      | S     | 25 ottobre 1999   | Giappone             |
| 13 | Sharone Vernon-Evans | O     | 28 agosto 1998    | Canada               |
| 14 | Shohei Yamaguchi     | P     | 21 luglio 1994    | Giappone             |
| 15 | Takumi Eto           | P     | 28 giugno 2000    | Giappone             |
| 17 | Ryunosuke Kamimura   | O     | 19 aprile 2001    | Giappone             |
| 21 | Yutaro Takemoto      | C     | 21 febbraio 1995  | Giappone             |
| 23 | Yukiya Uno           | S     | 28 giugno 1996    | Giappone             |

## Palmarès
- Campionato giapponese: 17

1967, 1973-74, 1974-75, 1975-76, 1976-77, 1978-79, 1979-80, 1980-81, 1982-83, 1988-89,
1989-90, 1990-91, 1996-97, 1997-98, 2005-06, 2010-11, 2012-13
- Torneo Kurowashiki: 14

1952, 1953, 1957, 1960, 1967, 1974, 1975, 1976, 1977, 1980,
1984, 1988, 1989, 1990
- V.League Top Match: 1

2013

## Denominazioni precedenti
- 1939-1969: Yahata Steel
- 1969-2000: Nippon Steel
- 2020-2023: Sakai Blazers